# Richard Stanton

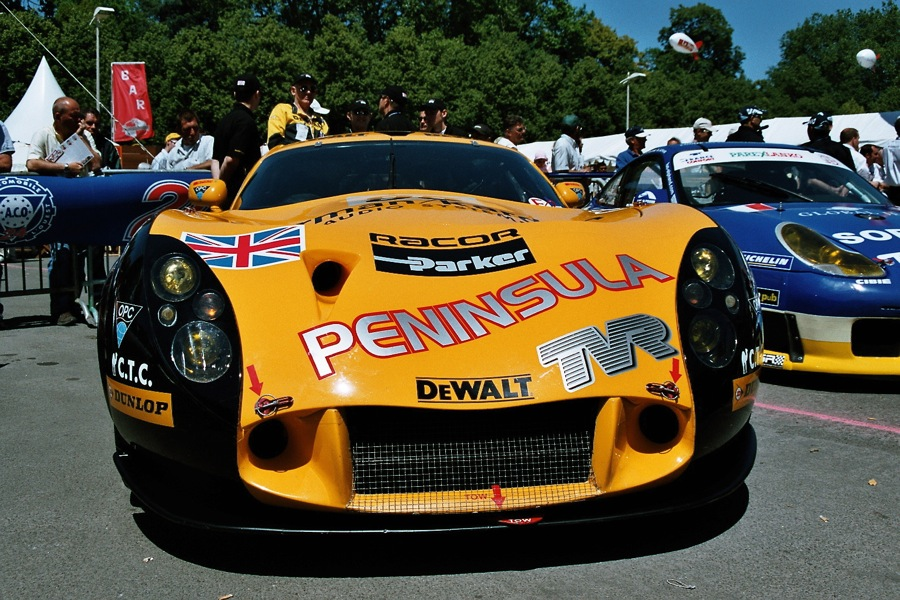
Der TVR Tuscan T400R mit dem Richard Stanton beim 24-Stunden-Rennen von Le Mans 2005 am Start war

Richard Frederick Stanton (* 8. März 1962 in Hitchin) ist ein ehemaliger britischer Autorennfahrer.

## Karriere
Richard Stanton war zwischen 2001 und 2008 als GT- und Sportwagenpilot aktiv. Sein Hauptbetätigungsfeld war die Britische GT-Meisterschaft, wo er unteren anderem als Werkspilot von Morgan und TVR am Start war. 72 Rennen bestritt er in dieser Zeit, ein Rennen konnte er gewinnen und einen Klassensieg feiern. Seinen ersten Einsatz hatte er 2001 in Silverstone, einem Wertungslauf der Britischen GT-Meisterschaft 2001, bei dem er Ausfiel. Seine erste Zielankunft hatte er 14 Tage später, am 15. April 2001, als er gemeinsam mit Steve Hyde auf einem TVR Tuscan R beim Rennen in Snetterton Elfer wurde.
Durch das Werksengagement von TVR in der European Le Mans Series, ging Stanton einige Jahre auch in dieser Rennserie am Start. Dreimal war er beim 24-Stunden-Rennen von Le Mans gemeldet; bei allen drei Starts konnte er sich nie platzieren. Das 2003 beendete er als 20. der Gesamtwertung. In seiner letzten aktiven Saison feierte er seinen einzigen Sieg, als der das GT-Rennen der britischen Meisterschaft in Spa gewinnen konnte.

## Statistik

### Le-Mans-Ergebnisse
| Jahr | Team                       | Fahrzeug         | Teamkollege     | Teamkollege   | Platzierung     | Ausfallgrund     |
| ---- | -------------------------- | ---------------- | --------------- | ------------- | --------------- | ---------------- |
| 2002 | DeWALT Racesport Salisbury | Morgan Aero 8R   | Richard Hay     | Steve Hyde    | Ausfall         | Motorschaden     |
| 2003 | Dewalt Racesport Salisbury | TVR Tuscan T400R | Richard Hay     | Rob Barff     | Ausfall         | Kraftübertragung |
| 2005 | Racesport Peninsula TVR    | TVR Tuscan T400R | John Hartshorne | Piers Johnson | nicht klassiert |                  |

### Sebring-Ergebnisse
| Jahr | Team                       | Fahrzeug         | Teamkollege | Teamkollege | Platzierung | Ausfallgrund |
| ---- | -------------------------- | ---------------- | ----------- | ----------- | ----------- | ------------ |
| 2003 | DeWalt Racesport Salisbury | TVR Tuscan T400R | Richard Hay | Rob Barff   | Rang 20     |              |